# Feuerwalze (Brand)
Feuerwalze ist die umgangssprachliche Bezeichnung eines auf breiter Front voranschreitenden Brandes.

## Kennzeichen und Bezeichnung
Der Name „Feuerwalze“ vereint zwei grundlegende Bedeutungen in sich:
- Feuer für die Brandkomponente im Sinne eines zerstörenden Feuers
- Walze für die Fortbewegungs- und Verhaltenskomponente in Analogie zu einer sich voranbewegenden Baumaschine (Straßenwalze), die auf einer gewissen Breite alles einebnet.

Eine Feuerwalze ist ein voranschreitender Brandherd, der linien- oder bandförmig (jedoch nicht zwingend in gerader Linie) voranschreitet.

## Entstehung und Ausbreitung
Feuerwalzen können entstehen, wenn größere Flächen brennbares Material bereithalten (z. B. trockene  Wälder). Die einzelnen brennbaren Gegenstände müssen sich so nahestehen, dass das Feuer selbständig oder mit Unterstützung durch Wind eine fortschreitende Entfachung ermöglicht. Ein einzelner Brandherd kann bei diesen Gegebenheiten Auslöser für eine oder mehrere Feuerwalzen werden, die sich rasch und auf breiter Front voranbewegen. Wenn genügend Material brennt, ist es möglich, dass die Brandfront Gebiete überspringt, in denen kein brennbares Material existiert, z. B. Bäche, kleine Flüsse oder versiegeltes Gebiet.